# Султанија Ајше Сенијепервер
Сенијепервер султанија (1759-60 – 11. децембар 1828) била је четврта супруга султана Абдул Хамида I, и Валиде султанија њиховом сину султану Мустафи IV.

## Царска супруга
Сенијепервер се удала за Абдул Хамида 1774. године и добила је титулу "четврте жене".Исте године, Симтен Кадин, богата жена из харема, донирала је земљу Сенијепервер. Наредне године, она је добила титулу "треће жене". 1776. године је родила прво дете, сина, шехзаде Ахмета, који је умро када је имао 2 године.
1778. године је добила титулу "друге жене". Јула 1778. године, родила је друго дете, ћерку, султанију Есму. Затим је родила треће дете, сина, шехзаде Мустафу, који ће касније постати султан. Бојала се да ће Мустафа да се разболи као и његов старији брат, па се много молила. Затвореницима који су били затворени због дугова је опростила дугове и пустила их на слободу.
1780. године је наредила да се сагради фонтана у Ускудару, близу џамије Џедид Валиде, у част њеног преминулог сина, Ахмета.
Две године касније, у децембру 1782. је родила још једно дете, ћерку, султанију Фатму, која је умрла од малих богиња када је имала 3 године. Сенијепервер је постала удовица након смрти султана Абдул Хамида 1789. године, а затим се преселила у Стару палату.

## Валиде султанија
Након збацивања султана Селима III, Сенијепервер је постала Валиде султанија свом сину Мустафи IV.
Након што је владао као султан 14 месеци, Мустафа је збачен са трона након побуне коју је предводио Алемдар Мустафа паша 28. јула 1808. године. Касније је убијен по наредби следећег султана Махмуда II. Султанија Сенијепервер се повукла и посветила својој ћерци Есми. Смрт свог сина је доживела јако тешко  и наводно је завршила као бескућник, тражећи од султана Махмуда кућу у којој би могла да живи.
Године 1810. по њеној наредби је саграђена школа и фонтана близу Адапазарија. Саградила је још две фонтане у Истанбулу. Живела је 20 година након убиства њеног сина и умрла је 11. децембра 1828. године у Истанбулу. Њена ћерка Есма ју је надживела за 20 година и умрла је 1848. године.